# Broholmer
De Broholmer is een zeer oud Deens hondenras.

## Geschiedenis
Dit ras is ontstaan door de mastiff-achtige honden die door de Vikingen van hun rooftochten mee terug naar Denemarken werden gebracht. Uit deze honden en de honden die al in de regio aanwezig waren, ontstond de Broholmer. Door het in het verleden uitwisselen van honden door de adel is er ook later nog invloed van de Engelse mastiff en de Duitse dog op het ras (en vice versa).
Het ras verkreeg zijn naam door de inspanningen voor het ras van de koninklijke jachtopziener Sehested in de 19e eeuw. Deze man woonde op het landgoed Broholm op het eiland Funen. Voorheen werd naar het ras verwezen als de 'Gammel Dansk Hund' oftewel de oude Deense hond.
Dit ras werd gebruikt als waakhond, veedrijver en in het verre verleden ook als jachthond op groot wild. Tegenwoordig worden ze gebruikt als gezelschapshond of waakhond.
Het ras was bijna verdwenen na de Wereldoorlogen, maar hoewel het totale aantal wereldwijd (80% nog steeds in Denemarken) tegenwoordig nog steeds niet boven de duizend uitkomt is het met succes behoed voor uitsterven. Dankzij de inspanningen van een reconstructieprogramma werd het ras in 1982 door de FCI erkend met de in 1886 tijdens de eerste Deense hondententoonstelling opgestelde rasstandaard met toevoeging van de kleur zwart.  Sinds 1998 is de Broholmer erkend als nationaal ras van Denemarken. In Nederland wordt het ras tegenwoordig ook door een handvol exemplaren vertegenwoordigd.

## Beschrijving
De broholmer is een grote hond van het mastifftype. Reuen hebben een schouderhoogte van zo’n 75 cm en wegen ongeveer 60 kg. Teven hebben een schouderhoogte van zo’n 70 cm en wegen ongeveer 50 kg. Het lichaam is rechthoekig en zwaar gebouwd met een massieve en brede kop waarbij de schedel en de snuit even lang zijn. De kop wordt doorgaans niet al te hoog gedragen. De nek is gespierd en voorzien van los vel. De borst is breed en diep.
Deze kortharige honden komen voor in de erkende kleuren roodbruin, geel met zwart masker en zwart. Een witte aftekening op de borst, tenen en staartpunt is toegestaan. Het zijn doorgaans rustige, vriendelijke honden die wel waaks zijn. Ze groeien langzaam en zijn zowel lichamelijk als geestelijk bijzonder laat volwassen.

## Foto's
|
|
|